# Regimul de vize pentru cetățenii moldoveni

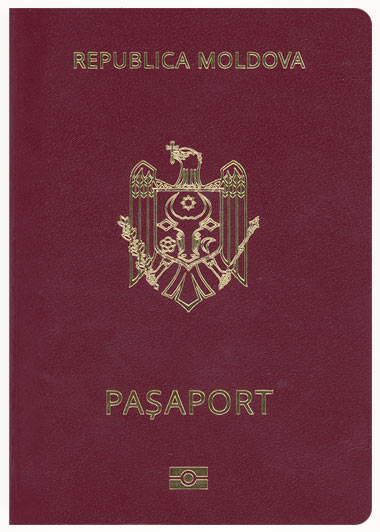
Pașaport moldovenesc

Regimul de vize pentru cetățenii moldoveni cuprinde restricții administrative de intrare impuse cetățenilor Republicii Moldova de către autoritățile altor state. Începând cu data de 26 martie 2019, cetățenii Republicii Moldova aveau acces fără viză sau viză la sosire în 121 de țări și teritorii, pașaportul moldovenesc clasându-se pe locul 45 în ceea ce privește libertatea de călătorie (legat de pașaportul micronesian) conform indexului Henley Passport.
În aprilie 2014, posesorii de pașaport moldovenesc care călătoresc în scopuri turistice pot vizita cel puțin 91 de țări și teritorii fără vize sau cu obținerea vizei la sosire.

## Harta cerințelor privind vizele

Regimul de vize pentru cetățenii Republicii
Republica Moldova
Călătorie cu cartea de identitate
Fără viză
Viză la sosire
Autorizare electronică sau eVisa
Viză disponibilă atât la sosire, cât și online
Viză necesară înainte de sosire

Republica Moldova
     Călătorie cu cartea de identitate
     Fără viză
     Viză la sosire
     Autorizare electronică sau eVisa
     Viză disponibilă atât la sosire, cât și online
     Viză necesară înainte de sosire

## Călătorii în spațiul UE/Schengen
Începând cu 28 aprilie 2014 cetățenii moldoveni pot călători fără vize în 26 de țări din Spațiul Schengen (Austria, Belgia, Danemarca, Estonia, Finlanda, Franța, Grecia, Germania, Italia, Letonia, Lituania, Luxembourg, Malta, Olanda, Polonia, Portugalia, Republica Cehă, Slovacia, Slovenia, Spania, Suedia și Ungaria), spre Bulgaria, Croația, Cipru și România (țări în care se aplică politica Schengen), precum și spre Islanda, Norvegia, Elveția și Liechtenstein și, de asemenea, în Monaco, San Marino și Vatican, țări care nu au control de frontieră. Scutirea de vize se aplică doar deținătorilor de pașapoarte biometrice.
Fac excepție Marea Britanie și Irlanda, pentru călătorii în aceste țări non-Schengen fiind necesară o viză, care poate fi obținută la Centrul de solicitare a vizelor britanice (mun. Chișinău, str. Tighina 49/3, biroul 54).

#### Cadrul legal
Liberalizarea regimului de vize pentru cetățenii Republicii Moldova este prevăzută de Regulamentul UE nr. 259/2014 al Parlamentului European și al Consiliului din 3 aprilie 2014 prin care a fost modificat Regulamentul nr. 539/2001 de stabilire a listei țărilor terțe ai căror resortisanți trebuie sau nu să dețină viză pentru trecerea frontierelor externe ale UE, publicat în Jurnalul Oficial al Uniunii Europene L 105, pagina 9-11.

#### Termenul șederii în UE
Liberalizarea regimului de vize permite călătorii fără vize pentru o perioadă de până la 90 de zile în decurs a 180 de zile (șase luni). În perioada de 90 de zile pot fi efectuate mai multe călătorii, iar pentru a verifica dacă nu a fost depășită perioada autorizată poate fi utilizat "calculatorul" de ședere în spațiul Schengen.
Călătoriile în cadrul regimului liberalizat de vize nu oferă dreptul la muncă, studii, reîntregirea familiei sau alte scopuri care presupun ședere pe termen lung (peste 90 de zile). În acest sens este necesar în continuare de solicitat vize naționale ale statelor UE, în baza cărora ulterior vor fi solicitate permise de ședere.

#### Actele necesare
Pentru călătorii în regim liberalizat de vize este necesar un pașaport biometric (valabil cel puțin 6 luni de la data reîntoarcerii în țară). Aceste pașapoarte biometrice pot fi obținute la orice oficiu teritorial al Întreprinderii de Stat "Registru" sau orice Ambasadă/Consulat al Republicii Moldova de peste hotare. Informații depline pot fi găsite pe pagina www.registru.md/pa.
Persoanele care nu au pașapoarte biometrice și continuă să utilizeze pașapoartele emise până la 1 ianuarie 2011 pot călători în spațiul Schengen doar în baza unei vize, care poate fi obținută în baza Acordului de facilitare a regimului de vize, semnat de Republica Moldova cu Uniunea Europeană.

#### Ce poate solicita și întreba Poliția de frontieră la intrarea în UE
- pașaportul (valabil cel puțin 6 luni de la data reîntoarcerii în țară);
- scopul clar și destinația călătoriei (călătorie de afaceri, turism, vizită la prieteni sau rude, studii de până la 90 de zile etc.);
- posibilități de transport (bilet dus-întors la avion, autobus, tren). În cazul deplasării cu automobil personal - Cartea Verde (asigurare internațională);
- posibilități de cazare (rezervare la hotel sau datele exacte de contact ale rudelor/prietenilor unde va fi cazarea);
- bani suficienți pentru aflare în călătorie/ședere și pentru întoarcere în țară. În medie se calculează 50 euro pe zi, dacă există rezervare la hotel sau cazarea este asigurată din contul părții primitoare.
- de asemenea, se recomandă de avut asigurare medicală pentru întreaga perioadă de călătorie/ședere.

În vederea justificării scopului călătoriei, polițistul de frontieră ar putea solicita diverse confirmări: 
- pentru participare la seminare, conferințe, alte reuniuni - invitație, agenda reuniunii, datele de contact ale organizatorilor;
- vizită la rude sau prieteni - datele de contact ale persoanei care invită (adresă, număr de telefon) și copia permisului de ședere a persoanei;
- tratament medical - confirmare din partea instituției medicale unde va avea loc tratamentul și/sau recomandarea instituției medicale din Republica Moldova pentru efectuarea tratamentului în UE;
- studii - invitație sau alt document de la instituția de învățământ care confirmă acceptul de participare la studii.

#### Respectarea regulilor UE[6]
În timpul aflării în UE trebuie respectate regulile de intrare și de ședere pe teritoriul statelor, în particular să nu fie depășit termenul de 90 de zile (în decursul a 180 de zile), precum și să fie respectată legislația locală, inclusiv regulile de circulație rutieră și ordinea publică.
Persoanele care încalcă regulile de ședere vor fi puse în situația de a părăsi sau de a fi deportați forțat din țara UE și vor avea interdicția de a intra în UE pentru un termen de la 1 până la 5 ani. Alternativ pot fi aplicate măsuri administrative - amenzi, care pot ajunge până la 3 000 de euro. În cazul neachitării amenzilor persoanei respective nu i se va mai permite să intre în țara respectivă.

#### Persoanele care NU pot intra în spațiul Schengen/UE
- sunt în lista persoanelor care reprezintă o amenințare pentru ordinea publică, sănătatea publică sau securitatea internă;
- sunt în lista persoanelor a căror intrare este interzisă în cel puțin un stat UE/Schengen;
- au fost condamnate în orice stat Schengen/UE pentru o infracțiune pedepsită conform Codului Penal cu ce puțin 1 an de închisoare;
- au făcut obiectul unui ordin de părăsire forțată (deportre sau expulzare);
- există dovezi că persoana este implicată în activități criminale sau dovezi clare că intenționează să facă acest lucru.

#### Alte informații privind călătoriile moldovenilor peste hotare
- Pagina oficială a Ministerului Afacerilor Externe din Moldova - http://www.mfa.gov.md/visa-eu/ Arhivat în 29 aprilie 2014, la Wayback Machine.[7] și http://www.mfa.gov.md/sfaturi-calatorie/ Arhivat în 28 mai 2014, la Wayback Machine.[8]
- Centrul de Apel al MAE din Moldova[9] - telefon 0800 90 990 (apel din Moldova) sau +373 22 690990 (din afara Moldovei). Program de lucru: luni-vineri, de la 08:00 până la 17:00.

## Regimul de vize
| Țară | Regimul de vize                 | Note |
| --- | ------------------------------- | --- |
| Afghanistan | Se solicită viză                | |
| Africa de Sud | Se solicită viză                | |
| Albania | Nu se solicită viză             | 90 de zile |
| Algeria | Se solicită viză                | |
| Andorra | Nu se solicită viză             | 90 de zile |
| Angola | Se solicită viză                | |
| Antigua și Barbuda | Nu se solicită viză             | 1 lună |
| Arabia Saudită | Se solicită viză                | |
| Argentina | Se solicită viză                | |
| Armenia | Nu se solicită viză             | |
| Australia | Se solicită viză                | Se poate solicita online.                                                                                               |
| Austria | Nu se solicită viză             | 90 de zile |
| Azerbaijan | Nu se solicită viză             | |
| Bahamas | Nu se solicită viză             | 3 luni |
| Bahrain | Se solicită viză                | |
| Bangladesh | Viză la sosire                  | 30 de zile |
| Barbados | Nu se solicită viză             | 28 de zile |
| Belarus | Nu se solicită viză             | |
| Belgia | Nu se solicită viză             | 90 de zile |
| Belize | Se solicită viză                | |
| Benin | Se solicită viză                | |
| Bhutan | Se solicită viză                | |
| Birmania | Se solicită viză                | Viza se obține online.                                                                                                  |
| Bolivia | Viză la sosire                  | 90 de zile |
| Bosnia și Herțegovina | Nu se solicită viză             | 90 de zile |
| Botswana | Se solicită viză                | |
| Brazilia | Nu se solicită viză             | 90 zile din 13 Martie 2022                                                                                              |
| Brunei | Se solicită viză                | |
| Bulgaria | Nu se solicită viză             | 90 de zile |
| Burkina Faso | Se solicită viză                | |
| Burundi | Viză la sosire                  | 30 de zile; se poate obține la Aeroportul Internațional Bujumbura                                                       |
| Cambodgia | Viză la sosire                  | 30 de zile |
| Camerun | Se solicită viză                | |
| Canada | Se solicită viză                | |
| Capul Verde | Viză la sosire                  | |
| Cehia | Nu se solicită viză             | 90 de zile |
| Chile | Nu se solicită viză             | 90 de zile |
| China | Se solicită viză                | |
| Ciad | Se solicită viză                | |
| Cipru | Nu se solicită viză             | 90 de zile |
| Coasta de Fildeș | Se solicită viză                | |
| Columbia | Se solicită viză                | |
| Comoros | Viză la sosire                  | |
| Coreea de Nord | Se solicită viză                | |
| Coreea de Sud | Se solicită viză                | |
| Costa Rica | Se solicită viză                | |
| Croația | Nu se solicită viză             | 90 de zile |
| Cuba | Se solicită viză                | |
| Danemarca | Nu se solicită viză             | 90 de zile |
| Djibouti | Viză la sosire                  | |
| Dominica | Nu se solicită viză             | 21 de zile |
| Ecuador | Nu se solicită viză             | 90 de zile |
| Egipt | Se solicită viză                | |
| El Salvador | Se solicită viză                | |
| Elveția | Nu se solicită viză             | 90 de zile |
| Emiratele Arabe Unite | Se solicită viză                | |
| Eritrea | Se solicită viză                | |
| Estonia | Nu se solicită viză             | 90 de zile |
| Etiopia | Se solicită viză                | |
| Fiji | Nu se solicită viză             | 4 luni |
| Filipine | Se solicită viză                | |
| Finlanda | Nu se solicită viză             | 90 de zile |
| Franța | Nu se solicită viză             | 90 de zile |
| Gabon | Se solicită viză                | |
| Gambia | Se solicită viză                | |
| Georgia | Nu se solicită viză             | |
| Germania | Nu se solicită viză             | 90 de zile |
| Ghana | Se solicită viză                | |
| Grecia | Nu se solicită viză             | 90 de zile |
| Grenada | Nu se solicită viză             | 3 luni |
| Guatemala | Se solicită viză                | |
| Guineea | Se solicită viză                | |
| Guineea-Bissau | Viză la sosire                  | 90 de zile |
| Guineea Ecuatorială | Se solicită viză                | |
| Guyana | Se solicită viză                | |
| Haiti | Nu se solicită viză             | 3 luni |
| Honduras | Se solicită viză                | |
| Islanda | Nu se solicită viză             | |
| India | e-Tourist Visa                  | 30 de zile |
| Indonezia Pentru paşapoarte ordinare VISA este necesarăstyle="background:#9F9;vertical-align:middle;text-align:center;" class="table-yes"\|Se solicită viză | 30 de zile                      | |
| Insulele Solomon | Se solicită viză                | |
| Insulele Marshall | Se solicită viză                | |
| Iordania | Se solicită viză                | |
| Iran | Viză la sosire                  | Se aplică diverse condiții.                                                                                             |
| Irak | Se solicită viză                | Viză la sosire pentru 15 zile la aeroporturile Erbil și Sulaymaniyah.                                                   |
| Irlanda | Se solicită viză                | |
| Israel | Nu se solicită viză             | |
| Italia | Nu se solicită viză             | 90 de zile |
| Jamaica | Viză la sosire                  | |
| Japonia | Se solicită viză                | |
| Kazahstan | Nu se solicită viză             | 90 de zile |
| Kenya | Viză la sosire                  | 3 luni |
| Kiribati | Se solicită viză                | |
| Kirghiztan | Nu se solicită viză             | |
| Kuwait | Se solicită viză                | |
| Laos | Viză la sosire                  | 30 de zile |
| Lesotho | Se solicită viză                | |
| Letonia | Nu se solicită viză             | 90 de zile |
| Liban | Viză la sosire                  | 3 luni, doar la aeroportul din Beirut pentru turiști, cu condiția să prezinte un număr de telefon și o adresă în Liban. |
| Liberia | Se solicită viză                | |
| Libia | Se solicită viză                | |
| Liechtenstein | Nu se solicită viză             | 90 de zile |
| Lituania | Nu se solicită viză             | 90 de zile |
| Luxemburg | Nu se solicită viză             | 90 de zile |
| Macedonia de Nord | Nu se solicită viză             | 90 de zile |
| Madagascar | Viză la sosire                  | 90 de zile |
| Malawi | Se solicită viză                | |
| Malaezia | Nu se solicită viză             | 30 de zile |
| Maldive | Viză la sosire                  | 30 de zile |
| Mali | Viză la sosire                  | |
| Malta | Nu se solicită viză             | 90 de zile |
| Maroc | Se solicită viză                | |
| Mauritania | Viză la sosire                  | |
| Mauritius | Nu se solicită viză             | 60 de zile |
| Mexic | Se solicită viză                | |
| Micronezia | Nu se solicită viză             | 30 de zile |
| Monaco | Nu se solicită viză             | 90 de zile |
| Mongolia | Se solicită viză                | |
| Mozambic | Viză la sosire                  | 30 de zile |
| Muntenegru | Nu se solicită viză             | 90 de zile |
| Namibia | Nu se solicită viză             | 3 luni |
| Nauru | Se solicită viză                | |
| Nepal | Viză la sosire                  | 90 de zile |
| Nicaragua | Viză la sosire                  | 90 de zile |
| Niger | Se solicită viză                | |
| Nigeria | Se solicită viză                | |
| Norvegia | Nu se solicită viză             | 90 de zile |
| Noua Zeelandă | Se solicită viză                | |
| Oman | Viză la sosire                  | |
| Pakistan | Se solicită viză                | |
| Palau | Viză la sosire                  | 30 de zile |
| Panama | Nu se solicită viză             | 180 de zile |
| Papua Noua Guinee | Se solicită viză                | |
| Paraguay | Se solicită viză                | |
| Peru | Nu se solicită viză             | 183 de zile |
| Polonia | Nu se solicită viză             | 90 de zile |
| Portugalia | Nu se solicită viză             | 90 de zile |
| Qatar | Se solicită viză                | |
| Regatul Unit | Se solicită viză                | |
| Regatul Țărilor de Jos | Nu se solicită viză             | 90 de zile |
| Republica Centrafricană | Se solicită viză                | |
| Republica Congo | Se solicită viză                | |
| Republica Democrată Congo | Se solicită viză                | |
| Republica Dominicană | Se solicită viză                | |
| România | Nu se solicită viză             | 90 de zile |
| Rusia | Nu se solicită viză             | 90 de zile |
| Rwanda | Se solicită viză                | Viza se obține online.                                                                                                  |
| Samoa | Permis de ședere la sosire      | 60 de zile |
| San Marino | Nu se solicită viză             | 90 de zile |
| São Tomé și Príncipe | Se solicită viză                | Viza se obține online.                                                                                                  |
| Senegal | Se solicită viză                | |
| Serbia | Nu se solicită viză             | |
| Seychelles | Premis de ședere la sosire      | 1 lună |
| Sfânta Lucia | Viză la sosire                  | 6 săptămâni |
| Sfântul Cristofor și Nevis | Se solicită viză                | |
| Sfântul Vicențiu și Grenadinele | Nu se solicită viză             | 1 lună |
| Sierra Leone | Se solicită viză                | |
| Singapore | Se solicită viză                | Se poate solicita online.                                                                                               |
| Slovacia | Nu se solicită viză             | 90 de zile |
| Slovenia | Nu se solicită viză             | 90 de zile |
| Somalia | Viză la sosire                  | 30 de zile, este necesară o invitație emisă cu cel puțin 2 zile înainte de sosire.                                      |
| Spania | Nu se solicită viză             | 90 de zile |
| Sri Lanka | Electronic Travel Authorization | 30 de zile |
| Sudan | Se solicită viză                | |
| Sudanul de Sud | Se solicită viză                | |
| Suedia | Nu se solicită viză             | 90 de zile |
| Suriname | Se solicită viză                | |
| Swaziland | Se solicită viză                | |
| Siria | Viză la sosire                  | 15 zile |
| Statele Unite | Se solicită viză                | |
| Tajikistan | Nu se solicită viză             | |
| Tanzania | Viză la sosire                  | |
| Thailanda | Se solicită viză                | |
| Timorul de Est | Viză la sosire                  | 30 de zile |
| Togo | Viză la sosire                  | 7 zile |
| Tonga | Se solicită viză                | |
| Trinidad și Tobago | Se solicită viză                | |
| Tunisia | Nu se solicită viză             | 90 de zile |
| Turcia | Nu se solicită viză             | 90 de zile |
| Turkmenistan | Se solicită viză                | |
| Tuvalu | Viză la sosire                  | 1 lună |
| Ucraina | Nu se solicită viză             | 90 de zile |
| Uganda | Viză la sosire                  | |
| Ungaria | Nu se solicită viză             | 90 de zile |
| Uruguay | Se solicită viză                | |
| Uzbekistan | Nu se solicită viză             | |
| Vanuatu | Se solicită viză                | |
| Vatican | Nu se solicită viză             | 90 de zile |
| Venezuela | Se solicită viză                | |
| Vietnam | Se solicită viză                | |
| Yemen | Se solicită viză                | |
| Zambia | Viză la sosire                  | 90 de zile |
| Zimbabwe | Se solicită viză                | |